# Rubén Luna
Rubén Abimelec Luna Izaguirre (Ciudad Victoria, 2 ottobre 1992) è un ex calciatore messicano, di ruolo attaccante.